# 1781

## أحداث
- تأسيس مدينة جورج تاون وتقع حاليا في غيانا.
- تأسيس مدينة تيناكيلو [الإنجليزية] وتقع حاليا في فنزويلا.
- تأسيس مدينة مابوتو وتقع حاليا في موزمبيق.
- 13 مارس - اكتشاف كوكب اورانوس وهو الكوكب السابع في المجموعة الشمسية بواسطة ويليام هيرشيل.

## مواليد
- توماس ستامفورد رافلز
- جورج ستيفنسون
- روبرت ميلز

### أكتوبر
- 1 أكتوبر - جيمس لورانس، شخصية عسكرية أمريكية.

## وفيات
- إفرايم ليسينغ
- حسين العشاري